# Bolkesteinmaatregel
Bolkesteinmaatregel is de bijnaam voor een officiële verordening uitgevaardigd door de Europese Commissie in 2001, die tot doel had het grensoverschrijdend betalingsverkeer binnen het eurogebied te vereenvoudigen en goedkoper te maken voor consument en handel. Het eurogebied zou een “Single Euro Payments Area” (SEPA) moeten worden, waardoor er minder drempels zouden zijn om binnen het eurogebied grensoverschrijdend betalingen te verrichten en te verwerken, daardoor werd het eenvoudiger diensten aan te bieden en handel te drijven. De maatregel is per 1 juli 2003 ingegaan. Toezicht op de uitvoer lag in handen van de Nederlandse Eurocommissaris Interne Markt, Douane-unie en Belastingen Frits Bolkestein, die dat energiek oppakte. Sommigen noemden het daarom ook de Bolkesteinmaatregel.
Kern van de maatregel is de regel dat het tarief van een grensoverschrijdende betaling tot EUR 12.500,- (sinds 1 juli 2006: EUR 50.000,-) in elk euroland gelijk moet zijn aan het tarief voor een binnenlandse betaling. 
Voor Nederland en België houdt dit in dat zo’n betaling dus gratis moet zijn. Voor de klant positief, voor de banken hield deze maatregel in dat er een sterke afname van de opbrengsten van het eurobetalingsverkeer opgetreden is.

## Voorwaarden
Om de banken tegemoet te komen en de slag naar het meer doelmatig verwerken via geautomatiseerde processen mogelijk te maken, moest een dergelijke betaling aan een aantal voorwaarden voldoen:
- Er kan uitsluitend in euro’s betaald worden
- Het bedrag is kleiner dan of gelijk aan EUR 50.000,-
- Een correct BIC- en IBAN-nummer van de begunstigde zijn opgegeven
- Kosten voor de verwerking van de opdracht worden gedeeld (shared, types BEN of OUR zijn niet mogelijk)
- De betaling wordt STP (straight through processing, oftewel volautomatisch) verwerkt;
- Meegeven van instructies is niet mogelijk (dit gebeurt vaak bij commerciële betalingen, bijvoorbeeld een instructie als “wacht op bevestigende fax”).

Verder moeten de rekeningnummers van de banken zich in het afgesproken eurogebied bevinden, dat wil zeggen in een van de volgende landen:
| - België - Denemarken - Duitsland - Finland - Frankrijk - Griekenland - Ierland - Italië | - Luxemburg - Nederland - Oostenrijk - Portugal - Spanje - Verenigd Koninkrijk - Zweden |

Overigens geldt de maatregel ook voor een aantal overzeese gebiedsdelen van de Europese landen, zoals:
| Guadeloupe Frans-Guyana | Martinique Réunion | Azoren Canarische Eilanden | Madeira |